# Max Rüegg
Max Rüegg (...) è un ex bobbista svizzero.

## Biografia
Viene ricordato come vincitore di una medaglia di bronzo nella sua disciplina, vittoria avvenuta ai campionati mondiali del 1981 (edizione tenutasi a Cortina d'Ampezzo, Italia) insieme ai connazionali Erich Schärer, Tony Rüegg e Josef Benz
Nell'edizione l'oro andò alla Germania, l'argento all'altra nazionale svizzera. L'anno successivo al mondiali del 1982 vinse un'altra medaglia di bronzo, nel bob a due vinse una medaglia d'oro ed una d'argento.